# Aesculus bushii
Aesculus bushii là một loài thực vật có hoa trong họ Bồ hòn. Loài này được C.K.Schneid. mô tả khoa học đầu tiên năm 1909.